# Смарт-Холдинг
Група компанія «Смарт-Холдинг» — група компаній, яка належить колишньому громадянину Росії, а з 2012 року громадянину України Вадиму Новинському.

## Історія
Група компаній «Смарт» почала формуватися в 1999 році шляхом об'єднання підприємств гірничо-металургійної галузі України. З часом група почала диверсифікувати свій бізнес за рахунок інвестицій в інші сфери економіки: суднобудування, видобувну промисловість, сільське господарство.
У процесі реструктуризації групи в 2006 році була створена керуюча компанія — ЗАТ «Смарт-холдинг», а в 2007 році — холдингова компанія «Smart NV» (Нідерланди). Тоді ж були досягнуті попередні домовленості про об'єднання гірничо-металургійних активів компанії з аналогічними підприємствами групи «Систем Кепітал Менеджмент» (СКМ), що належить українському бізнесменові і політику Рінату Ахметову.
В сферу інтересів «Смарт-холдингу», крім гірничо-металургійного комплексу (ГМК), входять суднобудування, машинобудування, аграрний сектор, добувна промисловість (виробництво нерудних матеріалів), нерухомість, фінанси і страхування.
Група компаній «Смарт» представлена в більшості регіонів України.
В 2016 році в компанії були обшуки ГПУ та СБУ.
5 травня 2023 року було оголошено про звільнення 3000 співробітників через блокування активів.

## Дочірні структури
- Smart Maritime Group

## Підприємства
- Метінвест, пакет акцій (Метінвест об'єднує 37 підприємств в Україні, Європі та США)
- нафтогазовий напрямок
- агропромисловий холдинг HarvEast (спільно з групою СКМ), земельний банк сягає 97 тис. гектарів
- підприємства важкої промисловості